# Camryn Grimes
Camryn Elizabeth Grimes (7 gennaio 1990) è un'attrice statunitense insignita di un Emmy Awards.
Nota per i ruoli di Cassie Newman e di Mariah Copeland in Febbre d'amore.
Camryn è la figlia di Heather Grimes e Preston Scott Lee e la nipote di Scott Grimes.

## Carriera
Camryn interpretò una neonata in Il tempo della nostra vita, Cassie Newman (dal 1997 al 2007, dal 2009 al 2010, dal 2013 al 2014, dal 2020 al 2021 e nel 2024) e di Mariah Copeland (2014-in corso) nella soap-opera Febbre d'amore, vincendo un Daytime Award per il suo lavoro nel 2000. Nel maggio 2005 il personaggio di Camryn, Cassie Newman, venne fatto morire in un incidente d'auto.
Nel 2001 Camryn ha interpretato Holly, nel film Codice: Swordfish (Swordfish) con Hugh Jackman, Halle Berry e John Travolta. 
È stata inoltre guest star nelle serie televisive Medium e ER.

## Filmografia

### Cinema
- Codice: Swordfish (2001)
- Magic Mike (2012)

### Televisione
- Il tempo della nostra vita - soap opera (1990)
- JAG - Avvocati in divisa - serie TV, 1 episodio (1997)
- Febbre d'amore - soap opera (1997-2007, 2009-2010, 2013-in corso)
- Segreti del cuore - film TV (2000)
- Medium - serie TV, 1 episodio (2005)
- E.R. - Medici in prima linea - serie TV, 1 episodio (2005)
- Ghost Whisperer - Presenze - serie TV, 1 episodio (2008)
- Cold Case - Delitti irrisolti - serie TV, 1 episodio (2009)
- NCIS: Los Angeles - serie TV, 1 episodio (2010)
- Make It or Break It - Giovani campionesse - serie TV, 1 episodio (2011)
- The Mentalist - serie TV, 1 episodio (2014)
- Animal Kingdom - serie TV, 1 episodio (2016)
- NCIS - Unità anticrimine - serie TV, 1 episodio (2019)

## Doppiatrici italiane
Nelle versioni in italiano delle opere in cui ha recitato, Camryn Grimes è stata doppiata da:
- Monica Vulcano in Codice: Swordfish
- Perla Liberatori in Ghost Whisperer - Presenze
- Micaela Incitti in NCIS: Los Angeles
- Chiara Gioncardi in Magic Mike
- Giulia Franceschetti in The Mentalist
- Eleonora Reti in NCIS - Unità anticrimine

## Nomination e premi
| Anno | Risultato | Premio               | Categoria                                                                                    |
| ---- | --------- | -------------------- | -------------------------------------------------------------------------------------------- |
| 2006 | nominata  | Daytime Emmy         | Migliore giovane attrice in un drama The Young and The Restless                              |
| 2000 | vinto     | Daytime Emmy         | Migliore giovane attrice in un drama The Young and The Restless                              |
| 2000 | nominata  | "YoungStar Award"    | Miglior giovane attrice per una serie TV The Young and The Restless                          |
| 1999 | nominata  | Daytime Emmy         | Migliore giovane attrice in un drama The Young and The Restless                              |
| 1999 | nominata  | "Young Artist Award" | Miglior performance in una serie televisiva - giovane performance The Young and The Restless |
| 1998 | vinto     | Daytime Emmy         | Migliore giovane attrice in un drama The Young and The Restless                              |
| 1998 | 'nominata | "Young Artist Award" | Miglior performance in una serie televisiva - giovane performance The Young and The Restless |
| 1998 | nominata  | "YoungStar Award"    | Miglior giovane attrice per un programma TV daytime The Young and The Restless               |